# Araguaína FR
Araguaína  FR is een Braziliaanse voetbalclub uit Araguaína in de staat Tocantins. 

## Geschiedenis
De club werd opgericht in 1997 en werd staatskampioen in 2006 en 2009. In 2016 kreeg de club zes strafpunten voor het opstellen van een niet-speelgerechtigde speler, waardoor de club uiteindelijk degradeerde. In de tweede klasse, die datzelfde jaar nog gespeeld werd, kon de club geen promotie afdwingen, wat stadsrivaal Sparta wel lukte.

## Erelijst
Campeonato Tocantinense
2006, 2009